# شيري (منافسة ألعاب القوى)
شيري هي منافسة ألعاب القوى ميانمارية، ولدت في 24 سبتمبر 1973.

## وصلات خارجية
- شيري على موقع الاتحاد الدولي لألعاب القوى (الإنجليزية)
- شيري على موقع أوليمبيديا (الإنجليزية)